# Плезак
Плеза́к (фр. Plaizac) — коммуна во Франции, находится в регионе Пуату — Шаранта. Департамент — Шаранта. Входит в состав кантона Руйак. Округ коммуны — Коньяк.
Код INSEE коммуны — 16262.
Коммуна расположена приблизительно в 400 км к юго-западу от Парижа, в 100 км южнее Пуатье, в 25 км к северо-западу от Ангулема.

## Население
Население коммуны на 2008 год составляло 156 человек.
| 1962 | 1968 | 1975 | 1982 | 1990 | 1999 | 2008 |
| ---- | ---- | ---- | ---- | ---- | ---- | ---- |
| 152  | 139  | 123  | 130  | 133  | 156  | 156  |

## Экономика
В 2007 году среди 98 человек в трудоспособном возрасте (15—64 лет) 67 были экономически активными, 31 — неактивными (показатель активности — 68,4 %, в 1999 году было 76,3 %). Из 67 активных работали 64 человека (39 мужчин и 25 женщин), безработных было 3 (2 мужчины и 1 женщина). Среди 31 неактивных 11 человек были учениками или студентами, 9 — пенсионерами, 11 были неактивными по другим причинам.

## Достопримечательности
- Приходская церковь Сент-Ипполит, или Сен-Мартен (XII век). Исторический памятник с 1987 года[3]
  - Бронзовый колокол (1623 год). Исторический памятник с 1944 года[4]

## Фотогалерея

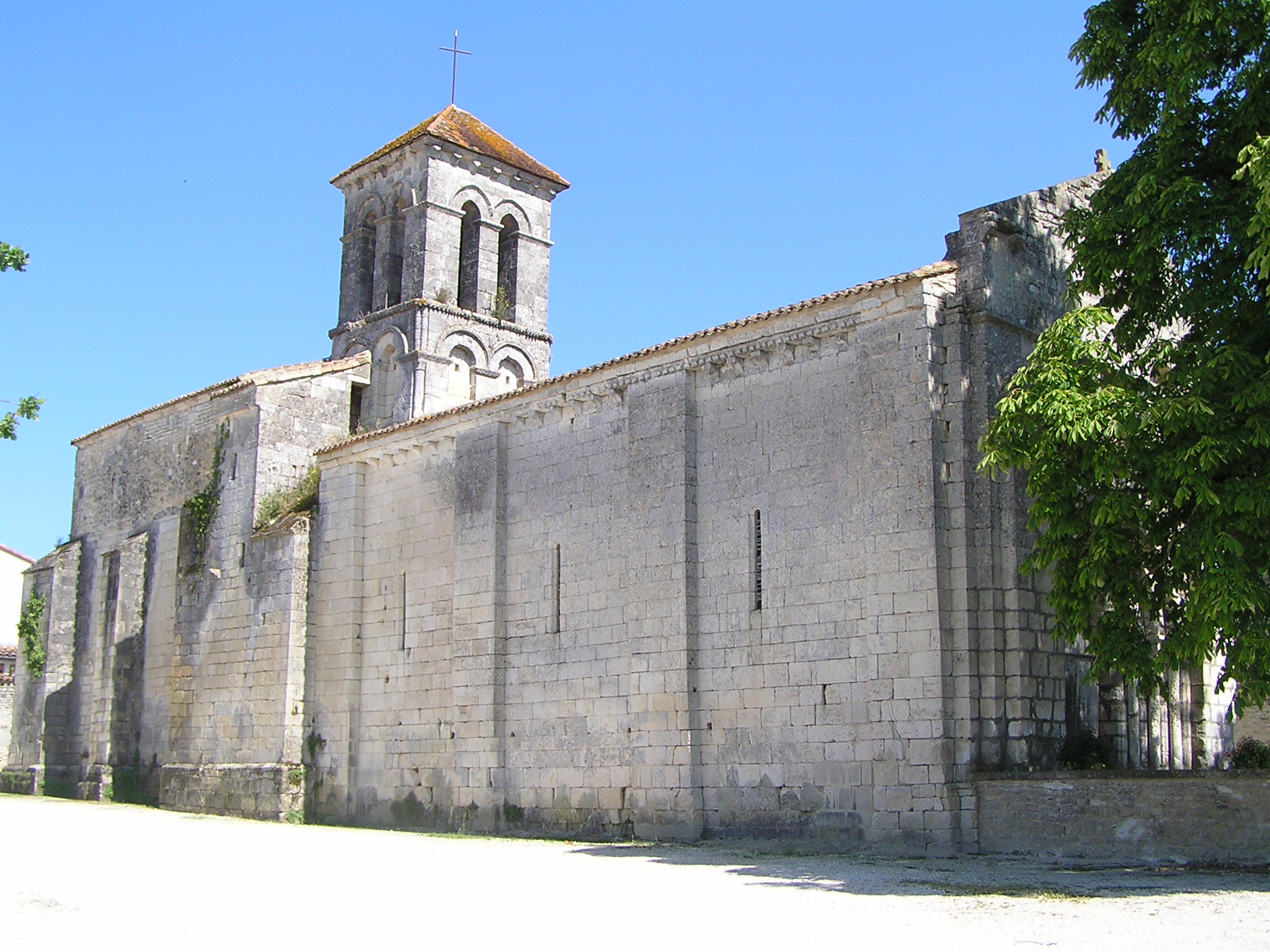
Церковь Сент-Ипполит
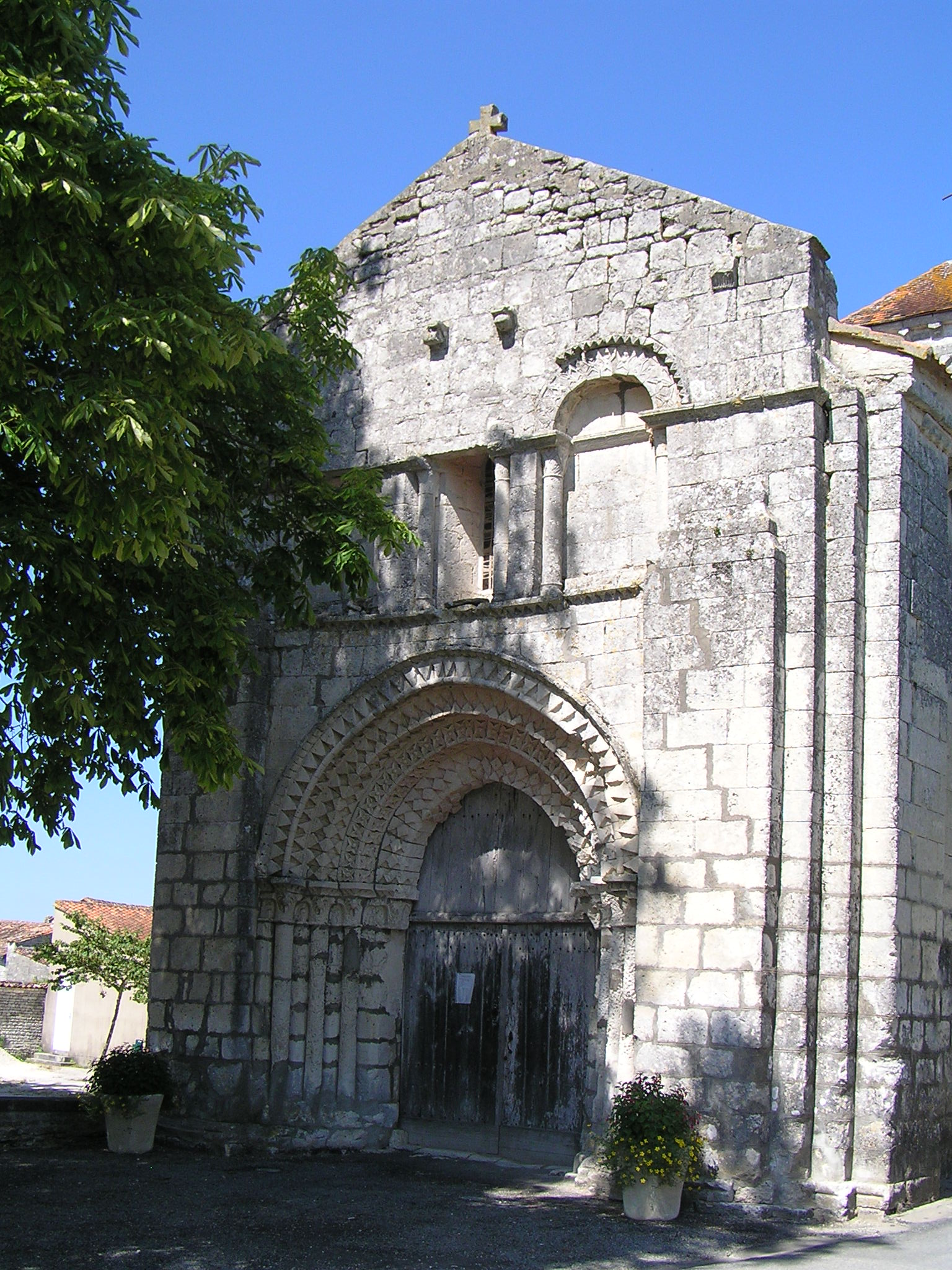
Церковь Сент-Ипполит
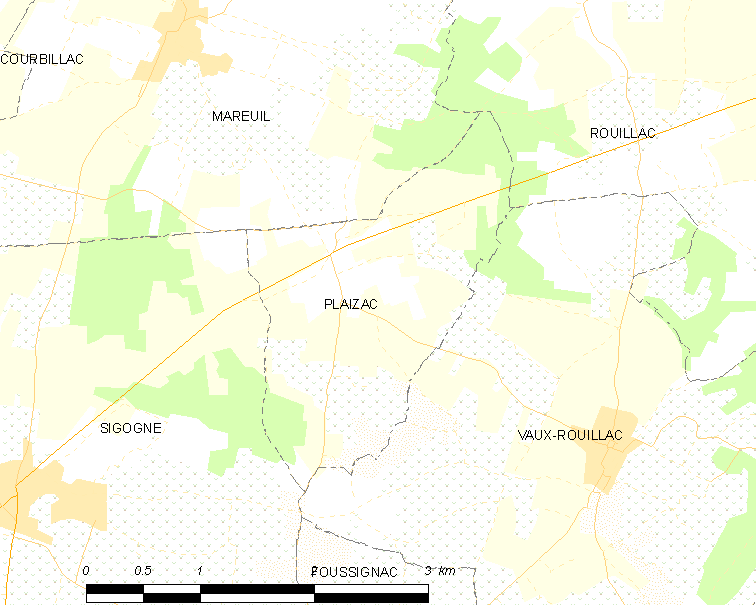
Карта коммуны